# The Promise (Bruce Springsteen-album)
|  | For andre betydninger, se The Promise |
The Promise er et opsamlingsalbum af Bruce Springsteen, udgivet den 16. november 2010 af Columbia Records. Det er et dobbelt-album med ikke tidligere udgivne sange fra Darkness on the Edge of Town. Albummet blev også udgivet på et box-sæt The Promise: The Darkness on the Edge of Town Story.
Dobbelt-albummet kom ind på de engelske hitlister, som nummer 7. Det havde været i produktion i mange år, og var oprindeligt planlagt til at blive udgivet i 2008, i forbindelse med 30-års jubilæum af Darkness on the Edge of Town. The Promise debuterede som nummer #16 på Billboard 200 liste, mens The Promise: The Darkness on the Edge of Town Story debuterede som nummer #27.
The Promise blev modtaget med blandede anmeldere. Albummet er det sidste hvor Clarence Clemons fra E Street Band medvirker på, da han døde den 18. juni 2011, som følge af et slagtilfælde.

## Modtagelse

### Kommerciel præstation
The Promise debuterede som nummer #16 på den amerikanske Billboard 200 liste, hvilket er hans laveste nummer på hitlisten, siden The Wild, the Innocent & the E Street Shuffle fra 1973. Selvom det ikke solgte så godt på de amerikanske hitlister, klarede det sig markant bedre på de europæiske lister (med salg af over 187.000 eksemplarer i den første uge), mens det lå nummer 1 i Tyskland, Spanien og Norge. Det lå desuden nummer 4 i Nederlandene, Danmark og Irland, samt nummer 5 i Østrig, nummer 7 i Storbritannien og nummer 9 i Schweiz.

## Trackliste

### CD 1
1. . "Racing in the Street" ('78)
2. . "Gotta Get That Feeling"
3. . "Outside Looking In"
4. . "Someday (We'll Be Together)"
5. . "One Way Street"
6. . "Because the Night"
7. . "Wrong Side of the Street"
8. . "The Brokenhearted"
9. . "Rendezvous"

### CD 2
1. . "Save My Love"
2. . "Ain't Good Enough for You"
3. . "Fire"
4. . "Spanish Eyes"
5. . "It's a Shame"
6. . "Come On (Let's Go Tonight)"
7. . "Talk to Me"
8. . "The Little Things (My Baby Does"
9. . "Breakaway"
10. . "The Promise"
11. . "City of Night"
"The Way" (skjult sang)

## Forestillinger
Den 16. november 2010 spillede Springsteen "Becuase the Night" og "Save My Love" på det amerikanske talkshow, Late Night with Jimmy Fallon (sammen med en coverversion af Willow Smith's "Whip My Hair" med Fallon forklædt som Neil Young).